# Parafia Najświętszego Zbawiciela w Kraśniku Dolnym
Parafia Najświętszego Zbawiciela w Kraśniku Dolnym – parafia rzymskokatolicka w dekanacie Bolesławiec Wschód w diecezji legnickiej. Erygowana w 1305 roku.
Obsługiwana przez księży archidiecezjalnych. Jej proboszczem jest ks. Piotr Winczakiewicz.

## Historia[1]
Kościół wzmiankowany w 1376 r., wzniesiony około 1485 r., restaurowany w 1874 r. Jest to budowla orientowana, murowana, jednonawowa, z nawą nakrytą płaskim stropem, czterobocznym wyodrębnionym prezbiterium nakrytym sklepieniem sieciowym i czworoboczną wieżą od zachodu w zwieńczeniu ośmioboczną, zakończoną barokowym hełmem z latarnią. Dachy dwuspadowe, drewniana empora przy ścianie frontowej, okna o różnym wykroju.  W kościele zachowały się ołtarz główny z II poł. XVII w., ambona XVIII w., renesansowa kamienna chrzcielnica z około 1600 r. 